# Arachnopeziza eriobasis
Arachnopeziza eriobasis är en svampart som först beskrevs av Miles Joseph Berkeley, och fick sitt nu gällande namn av Korf 1952. Arachnopeziza eriobasis ingår i släktet Arachnopeziza och familjen Hyaloscyphaceae.   Inga underarter finns listade i Catalogue of Life.